# Покровский сельский совет Харьковской области
Покровский сельский совет — входит в состав Коломакского района Харьковской области Украины.
Административный центр сельского совета находится в селе Покровка.

## История
- 1920 — дата образования.

## Населённые пункты совета
- село Покровка
- село Гладковка
- село Панасовка
- село Трудолюбовка

### Ликвидированные населённые пункты
- посёлок Мирное